# Xã Waukegan, Quận Lake, Illinois
Xã Waukegan (tiếng Anh: Waukegan Township) là một xã thuộc quận Lake, tiểu bang Illinois, Hoa Kỳ. Năm 2010, dân số của xã này là 90.893 người.